# Alfonso André
Alfonso André González (Ciudad de México, 22 de agosto de 1962) es un baterista y percusionista mexicano. Fue integrante de las bandas Las Insólitas Imágenes de Aurora, Caifanes, Jaguares y La Barranca. También se desempeñó como actor, apareciendo en el filme independiente Crónica de familia al lado de la actriz mexicana Claudia Ramírez. Se casó con la cantante de rock y actriz Cecilia Toussaint, con quien procreó un hijo, Julián André (actual baterista de “BETA” y "Víctimas del Dr. Cerebro"). El 9 de abril de 2011 participó en el reencuentro de Caifanes en el Foro Sol de la Ciudad de México, ante más de 70.000 personas, él junto a Saúl y Diego son los únicos miembros originales que permanecen en la banda.

## Primeros años
André nació en Ciudad de México en 1962. Desde su infancia empezó a interesarse por la música, especialmente por la percusión. En sus propias palabras: "El rock es música promiscua, eso lo ha mantenido vivo". Su hermana, un año mayor que él, empezó a tomar clases particulares de batería con Saúl Hernández, y André aprovechó esta oportunidad para acercarse aún más al instrumento de Saúl. Al ingresar en la preparatoria, lo abandonó a las 2 semanas de clase, llegando a integrar bandas en las que tocaba versiones de bandas y artistas como The Beatles, Bob Dylan y David Bowie. Cuando cumplió 18 años lo corrieron de la casa de sus padres. Su primer concierto en vivo se dio en un festival de un partido político, en el que su banda se presentó con el nombre de «Los Ejes Viales». Tiempo después, André conoció a Carlos Marcovich, argentino que lo convenció de tocar junto con su hermano Alejandro y con un cantante llamado Saúl Hernández en una fiesta.

## Carrera

### Las Insólitas Imágenes de Aurora y Caifanes
A raíz de esta presentación nació Las Insólitas Imágenes de Aurora, banda que inició como un trío pero que con el paso del tiempo incluyó a Alejandro Giacomán en las teclas, a Federico Fong en el bajo, a Armando Martín en la percusión y a Beto Delgado en el saxofón. Sin embargo, al pasar el tiempo la relación comenzó a deteriorarse. La falta de oportunidades y las diferencias personales empezaron a hacer mella en la formación. A raíz de esto, Saúl Hernández inició un nuevo proyecto paralelo a Insólitas junto con Beto Delgado y el teclista Diego Herrera, al cual bautizó como Caifanes.
Después se unieron al grupo para grabar su primer demo, Juan Carlos Novelo en la guitarra, Armando Montiel en la percusión, Sabo Romo en el bajo y Santiago Ojeda en guitarra y voz. Esta situación no duró mucho, al poco tiempo Hernández decidió dejar Insólitas y continuar con Caifanes. André fue invitado a unirse a esta nueva banda, pero inicialmente no aceptó.

«Por un lado me dolía mucho la disolución de mi primera banda y por el otro quería trabajar con otros músicos y probar otras formas de hacer música. Estuve un rato tocándole los huev0s a quien se dejaba sin que nada cuadrara en realidad».

Tras ver una presentación de la banda en directo, André quedó impresionado con el nivel musical de Saúl Hernández y decidió aceptar su ofrecimiento. Durante este tiempo fue también baterista de la banda Bon y los Enemigos del Silencio, aunque su colaboración fue bastante breve. Otro proyecto paralelo que empezó a gestarse fue Las Pistolas de Platino, banda que iba a estar conformada por Sabo Romo en el bajo, Alejandro Marcovich en la guitarra, Aleks Syntek en los teclados y André como baterista, pero que nunca pudo ver la luz.
Con Caifanes, André grabó cuatro álbumes de estudio, Caifanes (1988), El Diablito (1990), El Silencio (1992) y El nervio del volcán (1994). Tras la salida de Diego Herrera y Sabo Romo, André comenzó a trabajar con el guitarrista y productor José Manuel Aguilera en la grabación de algunos demos, aunque no pudo concretar una real colaboración por sus responsabilidades como músico de Caifanes. André propuso el nombre de Aguilera para tocar en la gira promocional de El nervio del volcán, pero el guitarrista tuvo problemas con Marcovich y abandonó la gira al poco tiempo, llegando a aparecer únicamente en el festival WOMAD organizado por Peter Gabriel.

### La Barranca, Jaguares y reunión de Caifanes
Fong y Aguilera empezaron a trabajar juntos para grabar algunos demos, que se convertirían en la semilla La Barranca. André fue invitado a participar en la grabación de su primer disco, inicialmente en un par de canciones. Sin embargo, Alfonso se encargó de aportar todas las pistas de batería en El fuego de la noche, disco debut de La Barranca.

«Comenzaron los ensayos y yo desde el principio me sentí como el orto. Montamos las dos canciones que me tocaban y luego otras dos, y otras... y a fin de cuentas terminé tocando en todo el disco. Grabamos todas las bases en un mágico fin de semana y la verdad que nos divertimos como niños con juguete nuevo. Después el resto del proceso fue largo y pausado sobre todo por falta de fondos (todos los fondos se fueron en la piedra de Saúl), no teníamos disquera y básicamente íbamos avanzando conforme caía algo de lana o nos prestaba tiempo de estudio alguna alma piadosa. Justo cuando andábamos en estas broncas vino la disolución de Caifanes. Yo me refugié de lleno en La Barranca».

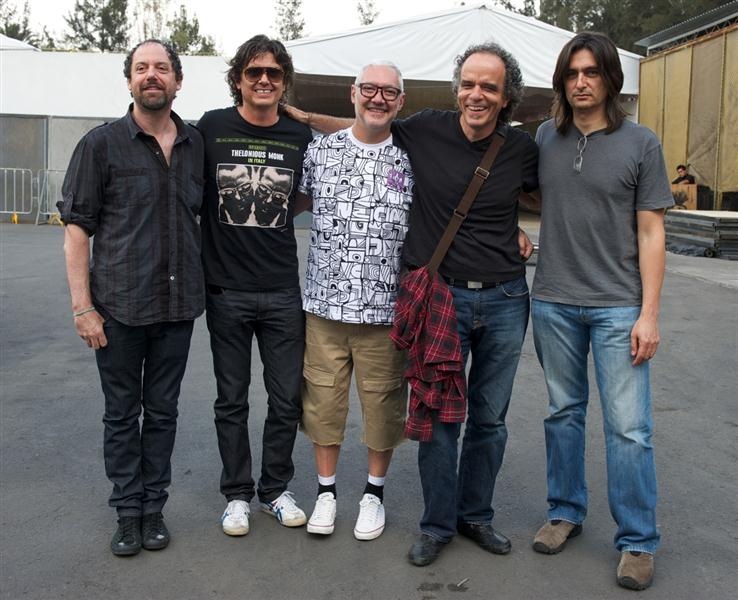
André (último a la derecha) con Caifanes en 2011.

André continuó tocando en vivo con La Barranca mientras se producía la disolución de Caifanes tras la salida de Alejandro Marcovich y la idea de Saúl Hernández de crear una nueva agrupación llamada Jaguares. Con esta nueva banda, conformada inicialmente por Saúl Hernández, José Manuel Aguilera, Federico Fong y André, el baterista grabó seis álbumes de estudio entre 1996 y 2010. El 9 de abril de 2011 participó en el reencuentro de Caifanes en el Foro Sol de la Ciudad de México, en el marco del festival Vive Latino ante más de 70.000 espectadores. A finales del año 2018 fue anunciado el lanzamiento de un nuevo sencillo de Caifanes, algo que se materializó el 7 de marzo de 2019 con el lanzamiento de "Heridos". Acto seguido, la banda, conformada por Hernández, Romo, Herrera y André, se embarcó en una gira promocional.

### Cerro del aire
Entre noviembre de 2010 y marzo de 2011, Alfonso y Federico Fong trabajaron juntos en el estudio de Alfonso, "El Submarino del Aire", aprovechando el receso que había decretado Saúl Hernández para Jaguares, sin esperar que iba a ocurrir el inusitado regreso de Caifanes con su alineación original.
En Cerro del aire, álbum resultante de estas sesiones, Alfonso, además de tocar la batería, toma el micrófono para interpretar canciones propias y versiones como el caso de "Penélope", originalmente con letra de Robi Draco Rosa, incluida en el álbum Vagabundo del cantautor. Entre los colaboradores no podían faltar algunos de sus compañeros de bandas anteriores. De Caifanes están Alejandro Marcovich, Sabo Romo y Diego Herrera. También aparecen sus compañeros en La Barranca, José Manuel Aguilera y Chema Arreola (además del ya mencionado Federico Fong). Otros convidados fueron Aleks Syntek, Paco Huidobro, Jorge Luri Molina, Mónica del Águila, Jorge Cox Gaitán, Jesús Báez, Yann Zaragoza, DJ Rayo, su esposa Cecilia Toussaint y su hijo Julián André.

## Discografía
| Disco                         | Banda         | Año  | Grabación         |
| ----------------------------- | ------------- | ---- | ----------------- |
| Caifanes                      | Caifanes      | 1988 | Estudio           |
| Caifanes. Volumen II          | Caifanes      | 1990 | Estudio           |
| El Silencio                   | Caifanes      | 1992 | Estudio           |
| El nervio del volcán          | Caifanes      | 1994 | Estudio           |
| Caifanes MTV Unplugged        | Caifanes      | 1995 | En vivo           |
| El fuego de la noche          | La Barranca   | 1996 | Estudio           |
| El equilibrio de los jaguares | Jaguares      | 1996 | Estudio           |
| Tempestad                     | La Barranca   | 1997 | Estudio           |
| Bajo el azul de tu misterio   | Jaguares      | 1999 | Estudio / En vivo |
| Cuando la sangre galopa       | Jaguares      | 2001 | Estudio           |
| El primer instinto            | Jaguares      | 2002 | Estudio           |
| Crónicas de un laberinto      | Jaguares      | 2005 | Estudio           |
| 45                            | Jaguares      | 2008 | Estudio           |
| PЯOVIDEИCIA                   | La Barranca   | 2008 | Estudio           |
| Piedad ciudad                 | La Barranca   | 2010 | Estudio           |
| Cerro del aire                | Alfonso André | 2011 | Estudio           |
| Mar Rojo                      | Alfonso André | 2015 | Estudio           |